# Henri Diacono
Henri Diacono (1923-2010) fut, pendant la Seconde Guerre mondiale, un agent secret franco-britannique du Special Operations Executive. 

## Identités
- État civil : Henri, Louis, Antoine, Diacono
- Comme agent du SOE, section F :
  - Nom de guerre (field name) : « Blaise »
  - Nom de code opérationnel : PLAYBOY (en français NOCEUR)
  - Nom de code du Plan, pour la centrale radio : PONCHO
  - Papiers d’identité : Hervé Louis Antoine Garnier, né le 20 juin 1916 à Alger

Parcours militaire : SOE, section F ; grade : lieutenant.

## Famille
- Parents : Britanniques
- Son frère aîné : 18 mois de plus qu’Henri. Étant élève-pilote au Maroc, le 30 juin 1940, donc douze jours après l’appel de de Gaulle, il a pris un avion avec sept camarades pour rejoindre Gibraltar. Ils se sont tués au décollage. On dit que la D.C.A. française tira sur eux[2].

## Éléments biographiques
Henri Diacono naît le 20 juin 1923 à Alger.
En novembre 1942, quand les Anglo-Américains débarquent en Afrique du nord, Henri Diacono veut suivre l’exemple de son frère aîné et s’engager parmi eux. Prenant contact avec un officier britannique, il peut, quelques jours plus tard, embarquer sur un bateau de transport de troupes qui l'amène à Greenock, sur la rivière Clyde.
Après un premier interrogatoire, bien qu’il demande à entrer dans l'Intelligence Service, il est orienté sur l'infanterie.
Après une rencontre avec son ami Éric Cauchi, devenu agent secret du SOE et donc officier, il est convoqué à Orchard Court et recruté comme agent du Special Operations Executive, section F ; en quelques minutes, Vera Atkins fait coudre sur son battle-dress les insignes de sous-lieutenant.
Il est envoyé à l'entraînement, avec la spécialité d'opérateur radio.
Volontaire pour une mission en France occupée, il est parachuté dans la nuit du 5 au 6 février 1944 avec René Dumont-Guillemet « Armand », chef du réseau SPIRITUALIST, dont il va devenir l’opérateur radio.
Pendant sept mois, il remplit les fonctions d’opérateur radio du réseau SPIRITUALIST dans la région de Seine-et-Marne où l’occupation ennemie est particulièrement dense et les conditions de travail très dangereuses. Il maintient les communications avec Londres en envoyant environ 200 messages radio-télégraphiques. Il prend part également à de nombreuses opérations de parachutage et de transport de matériel, contribuant ainsi à l’armement de la région jusqu’à l’arrivée des alliés.
Juste après la guerre, il est volontaire pour servir au SHARF, organisme sanitaire chargé d’apporter rapidement les secours dans les camps de concentration libérés. Il reste dans l’armée britannique jusqu’en octobre 1946.
Il fait une carrière de transitaire et agent maritime, puis de responsable commercial.
Henri Diacono meurt le 19 mars 2010.

## Reconnaissance
Henri Diacono a reçu les distinctions suivantes :
- Royaume-Uni : membre de l’Ordre de l’Empire britannique (MBE) ;
- France : chevalier de la Légion d'honneur, Croix de guerre 1939-1945.

## Témoignage
Un témoignage d’Henri Diacono sur son expérience d’agent du SOE en France figure dans le livre de Pearl Cornioley, p. 186-200.